# Галкович, Моисей Григорьевич
Моисей Григорьевич Галкович (1902, Мглин, Черниговская губерния, Российская империя — 9 декабря 1937, полигон «Коммунарка», Московская область, СССР) — советский историк и дипломат. Специалист по истории стран Дальнего Востока, международным отношениям. Первый советский генеральный консул в Сан-Франциско.

## Биография
Окончил три курса факультета общественных наук 1-го МГУ. Член ВКП(б) с 1918 года.
Преподавал в Московском институте востоковедения (МИВ), а также в 1-м МГУ. Учёный секретарь Всероссийской научной ассоциации востоковедения (ВНАВ). 
В 1928 году Галкович был направлен руководством Коммунистической академии в трёхмесячную командировку в Японию и Маньчжурию. 
С 1930 года работал старшим научным сотрудником Института мирового хозяйства и мировой политики (ИМХиМП). 
С 1932 года назначен первым секретарем полпредства СССР в Токио. 
После открытия Генерального консульства СССР в Сан-Франциско, штат Калифорния, США занял пост первого генерального консула СССР.
Позднее — заместитель заведующего отделом печати НКИД СССР. 
23 июня 1937 года Галкович был арестован. 
9 декабря 1937 года Военная коллегия Верховного суда СССР приговорила его к расстрелу за т. н. «участие в КРТО» (шпионской контрреволюционной террористической организации), статьи 58-1а, 58-8, 58-11 УК РСФСР). Дело хранится в Центральном архиве ФСБ. 
Жена Галковича во время его ареста была беременна, позднее выслана как «жена врага народа» в Торжок.
В тот же день Галкович был расстрелян чекистами на полигоне «Коммунарка». Реабилитирован Военной коллегией Верховного суда СССР 23 июня 1956 года.
В Москве проживал по адресу Смоленский бульвар, д.13, кв. 72. Похоронен в Бутово-Коммунарке.